# Confessione (film 1941)
Confessione è un film del 1941 diretto da Flavio Calzavara

## Trama
Un giovane circense che si esibisce come lanciatore di coltelli viene arrestato dalla polizia per aver ucciso l'amante di una conoscente, in realtà si trattava di legittima difesa per salvare la donna dall'aggressione dell'ucciso. Nel colpo di scena si scoprirà che fu la donna l'autrice del delitto.

## Distribuzione
Il film venne distribuito nelle sale cinematografiche italiane il 18 ottobre 1941.

## La critica
« Una sceneggiatura più agile avrebbe indubbiamente giovato a questo film che tra tanta mediocrità si fa vedere almeno per una certa condotta espressiva e per le sue ambizioni. Ben vengano le ambizioni contro la diffusa abulia dei registi italiani. Ma qui abbondano i luoghi comuni, lo stesso finale giunge all'improvviso come fosse una trovata che sminuisce il racconto della pellicola » Giuseppe De Santis Cinema 25 febbraio 1942.